# Ozophora trinotata
Ozophora trinotata är en insektsart som beskrevs av Barber 1914. Ozophora trinotata ingår i släktet Ozophora och familjen Rhyparochromidae. Inga underarter finns listade i Catalogue of Life.